# Alexandrine Douillard (pera)
Alexandrine Douillard, es el nombre de una variedad cultivar de pera europea Pyrus communis. Esta pera está cultivada en la colección de la Estación Experimental Aula Dei (Zaragoza). Esta pera también está cultivada en diversos viveros entre ellos algunos dedicados a conservación de árboles frutales en peligro de desaparición.
Esta pera es originaria de Francia, también muy extendido su cultivo en España (Guipúzcoa, Lérida, Logroño, Vizcaya), y tuvo su mejor época de cultivo comercial en la década de 1960, y actualmente en menor medida aún se encuentra.

## Sinonimia
- "Alexandrine",
- "Poire Douillard",
- "Bonne Alexandrine".[8]

## Historia
La vriedad de pera "Alexandrine Douillard" es una creación y obtención de 1849 del arquitecto de Nantes Constant Douillard esposo de Alexandrine, a quién le dedicó la variedad obtenida.
Consta una descripción del fruto: Leroy, 1867 : 100; Hedrick, 1921 : 241; Soc. Pom. France, 1947 : 226; Baldini y Sacaramuzzi, 1957 : 278; CTIFL, 1967 y en E. E. Aula Dei.
En España 'Alexandrine Douillard' está considerada incluida en las variedades locales autóctonas muy antiguas, cuyo cultivo se centraba en comarcas muy definidas. Se caracterizaban por su buena adaptación a sus ecosistemas y podrían tener interés genético en virtud de su adaptación. Se encontraban diseminadas por todas las regiones fruteras españolas, aunque eran especialmente frecuentes en la España húmeda. Estas se podían clasificar en dos subgrupos: de mesa y de cocina (aunque algunas tenían aptitud mixta).
'Alexandrine Douillard' es una variedad clasificada como de mesa, difundido su cultivo en el pasado por los viveros comerciales y cuyo cultivo en la actualidad se ha reducido a huertos familiares y jardines privados.

## Características

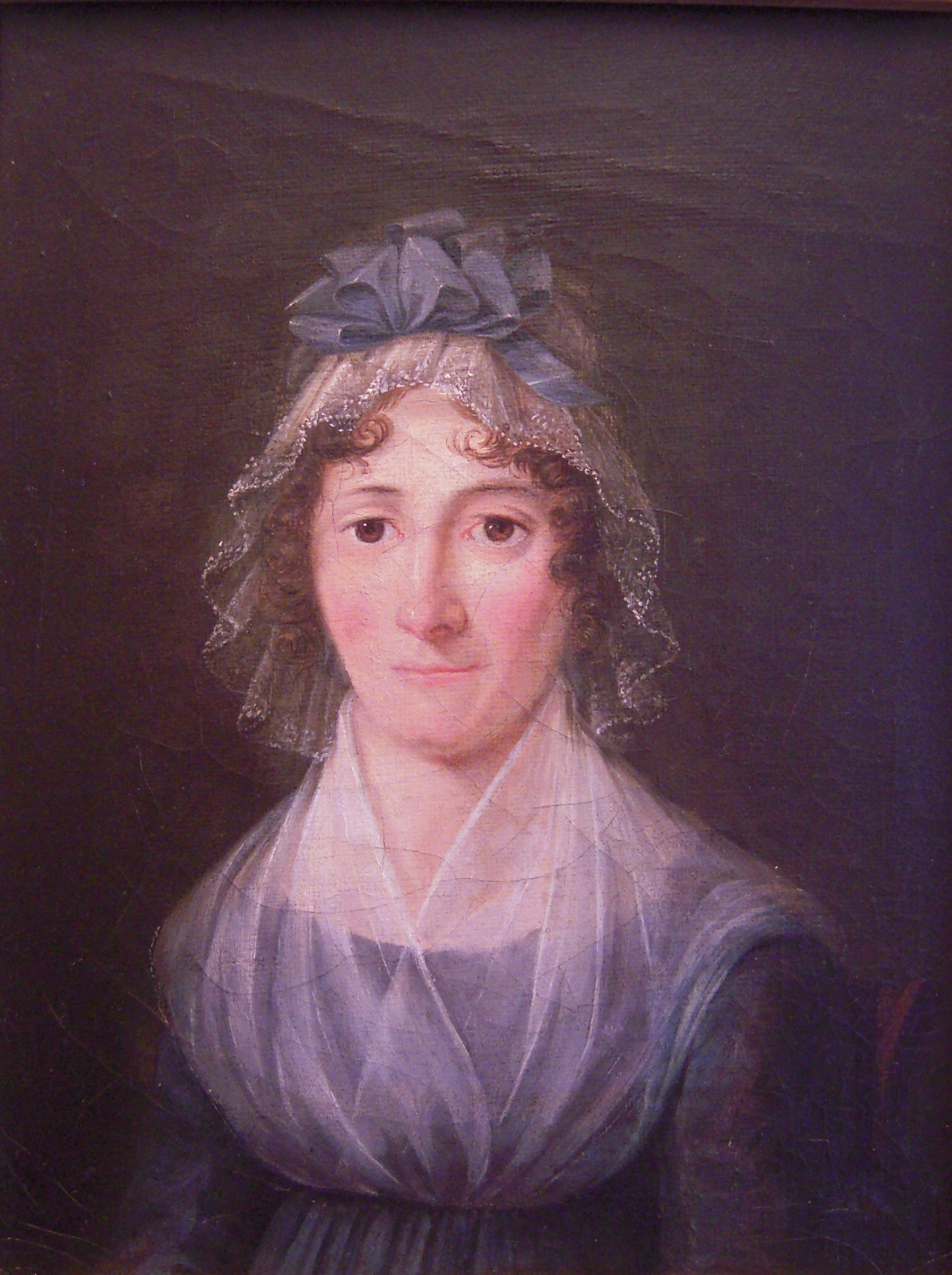
Retrato de Alexandrine-Zita Crucy, esposa de Constant Douillard e hija de Louis Crucy.

El peral de la variedad 'Alexandrine Douillard' tiene un vigor Medio; florece a inicios de mayo; tubo del cáliz pequeño, en embudo con conducto estrecho de longitud media, y con pistilos verdes.
La variedad de pera 'Alexandrine Douillard' tiene un fruto de tamaño medio a grande; forma piriforme alargado o calabaciforme, a veces turbinado, con el cuello en general largo y muy acusado, asimétrica, y un contorno muy irregular, a veces ligeramente acostillado; piel fina, brillante; con color de fondo amarillo verdoso pasando a dorado o bronceado, sin chapa o con chapa variable, sonrosada o rojo anaranjado, presentando un punteado abundante, generalmente ruginoso-"russeting", zona ruginosa suave de color cobrizo alrededor de la base del pedúnculo, como desparramándose desde éste, manchas y maraña también ruginosa, más ásperas por el resto del fruto, "russeting" (pardeamiento áspero superficial que presentan algunas variedades) medio; pedúnculo de longitud media, fino, leñoso, engrosado en su extremo y ligeramente carnoso en la base, recto o ligeramente curvo, implantado generalmente oblicuo, a veces como prolongación del fruto, cavidad del pedúnculo nula o muy estrecha, casi superficial, oblicua y mamelonada, un ruginoso-"russeting" suave de color cobrizo alrededor de la base del pedúnculo; anchura de la cavidad calicina ancha o media, en general poco profunda, plisada o ligeramente hundida, borde fuertemente ondulado o mamelonado; ojo pequeño o medio, cerrado o entreabierto, irregular; sépalos de base convergente, tumbados sobre el ojo.
Carne de color blanco o amarillenta; textura semi blanda, fundente, a veces ligeramente granulosa, jugosa; sabor muy especial, dulce, muy aromático, muy bueno; corazón pequeño, o medio. Eje hueco, anchura variable. Celdillas medianas, alargadas, bifurcadas. Semillas de tamaño grande, con cuello muy marcado, a veces con iniciación de espolón, de color castaño oscuro, no uniforme.
La pera 'Alexandrine Douillard' tiene una época de maduración finales de septiembre a inicios de octubre (en E. E. Aula Dei de Zaragoza). Aguanta en buenas condiciones hasta tres meses de almacenamiento en un ambiente refrigerado. Se usa como pera de mesa fresca, y en cocina para hacer jaleas.